# Val-de-Marne
Val-de-Marne (IPA: [ˌvaldəˈmaʁn]) Franciaország egyik megyéje Párizs közvetlen szomszédságában.

## Fekvése
A Franciaország középső részén, Île-de-France régióban található megyét keletről Seine-et-Marne, délről Essonne, nyugatról Hauts-de-Seine és Párizs, északról pedig Seine-Saint-Denis megyék határolják.

## Települések
A megye legnagyobb települései és lakosságuk száma 2011-ben:
| Település                | Népesség |
| ------------------------ | -------- |
| Créteil                  | 89 985   |
| Vitry-sur-Seine          | 85 413   |
| Saint-Maur-des-Fossés    | 74 818   |
| Champigny-sur-Marne      | 75 510   |
| Ivry-sur-Seine           | 58 185   |
| Maisons-Alfort           | 52 943   |
| Fontenay-sous-Bois       | 53 145   |
| Villejuif                | 55 490   |
| Vincennes                | 48 471   |
| Alfortville              | 44 201   |
| Choisy-le-Roi            | 40 905   |
| Le Perreux-sur-Marne     | 32 520   |
| Nogent-sur-Marne         | 31 637   |
| Villeneuve-Saint-Georges | 32 239   |
| L’Haÿ-les-Roses          | 30 201   |
| Villiers-sur-Marne       | 27 338   |
| Cachan                   | 28 404   |

## Galéria

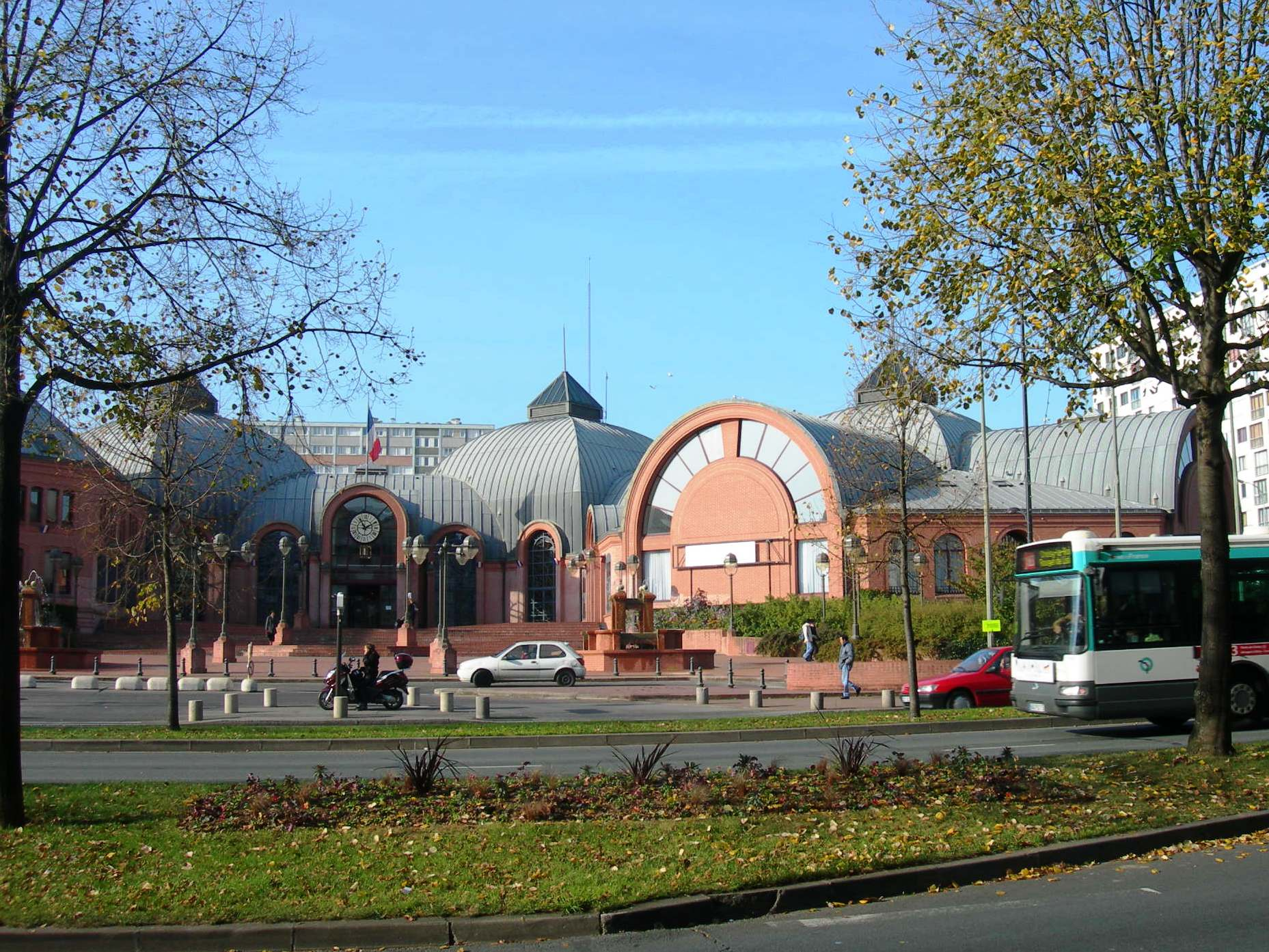
Vitry-sur-Seine
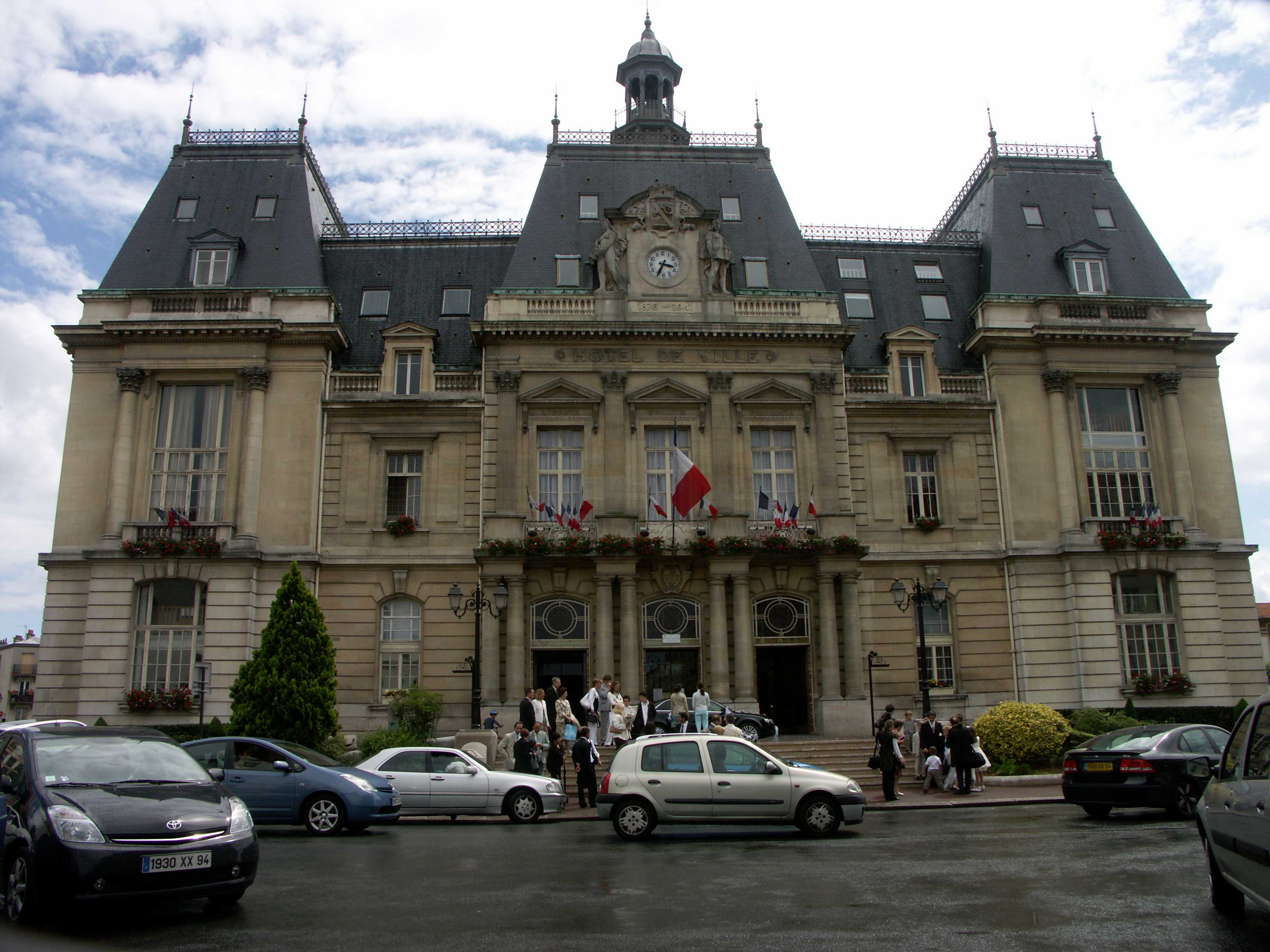
Saint-Maur-des-Fossés
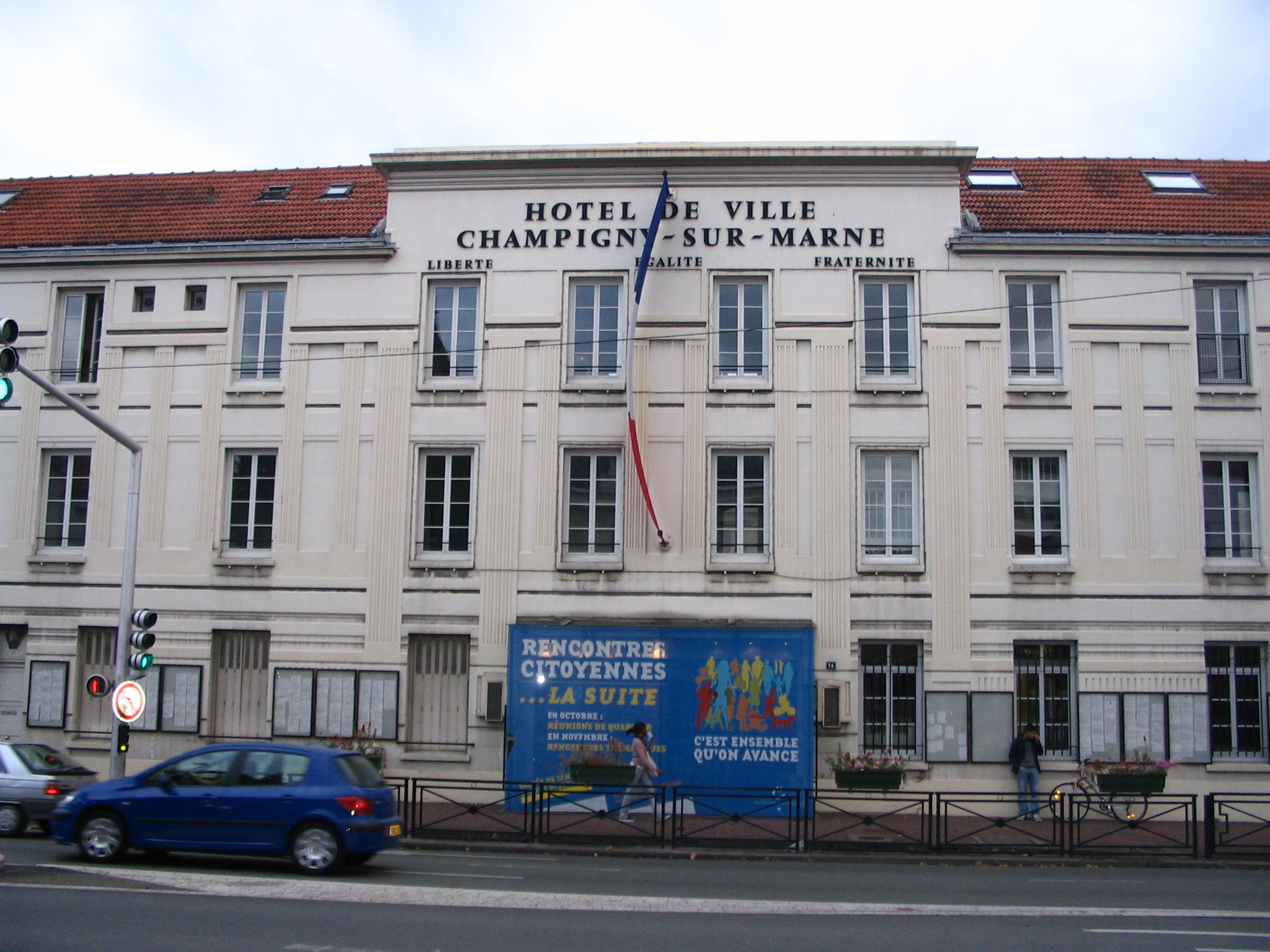
Champigny-sur-Marne